# بخودير جلولوف
بخودير جلولوف (مواليد 8 يوليو 1994) هو ملاكم أوزباكستاني، مثّل بلاده في الألعاب الأولمبية الصيفية 2016.

## روابط خارجية
بخودير جلولوف على موقع بوكس ريك (الإنجليزية) (registration required)
- بخودير جلولوف على موقع اللجنة الأولمبية الدولية (الإنجليزية)
- بخودير جلولوف على موقع أوليمبيديا (الإنجليزية)